# Хуан де Тассіс
Хуа́н де Тассіс, повне офіційне ім'я Хуан де Тассіс-і-Перальта, 2-й граф Вільямедіана (ісп. Juan de Tassis y Peralta, II Conde de Villamediana; 1582, Лісабон — 21 серпня 1622, Мадрид) — іспанський поет, драматург і перекладач, дипломат, соратник Луїса де Ґонґори.

## Життєпис
Хуан де Тассіс походив із сім'ї можновладців, де був єдиною дитиною. Його дід за батьком, Раймундо де Тассіс, був мером містечка Ель-Коррео. Він одружився з Леонорою де Суньїга — представницею впливового роду, серед пращурів якої значився король Педро I Жорстокий. Батько майбутнього поета, якого також звали Хуан де Тассіс, зробив успішну кар'єру дипломата, за що був нагороджений графським титулом у 1603 році. Він перебував у шлюбі із Марією де Перальта Муньятонес, наслідницею маркіза Фальцеса.
Майбутній поет народився 1582 року в Лісабоні, хоча за деякими свідоцтвами це могло статися у 1580-му. Португалію покинув ще у ранньому дитинстві, тому португальської мови не знав. Він отримав якісну гуманітарну освіту, початок якої був закладений домашнім вихованням (серед його вчителів значилися Луїс Трібальдос де Толедо і Бартоломей Хіменес Патон). Пізніше вступив до університету Алькала-де-Енарес, який, втім, не закінчив. 1599 року король Філіпп III відправився до Валенсії з нагоди свого одруження із Маргаритою Австрійською. В королівському почті монарха супроводжував молодший граф Вільямедіана, в той час як старший перебував із посольською місією в Парижі. Це стало відправною точкою в кар'єрі поета, хоча до цього часу юнак вже встиг прославитись двома віршами.
При дворі він познайомився з Магдаленою де Гусман-і-Мендоса, з якою у нього склалися напружені відносини. Біограф Хуана де Тассіса, Луїс Росалес, стверджує, що Магдалена кохала і ненавиділа графа водночас. Анонімний сонет, поширений при дворі, зазначав, що граф дав ляпаса обранці під час комедії. Хуан де Тассіс залицявся і до інших жінок, однак отримував відмови, доки не одружився у 1601 році з Марією де Мендоса-і-Серда. Скандальний образ молодого графа Вільямедіана погіршився після смерті батька у 1607 році. Отримавши спадок, він почав грати в карти, причому часто вигравав не тільки завдяки розуму, але й завдяки сатиричній манері висміювати супротивника. Крім карт Хуана де Тассіса вабили жінки, коні, дорогоцінності, дороге вбрання, а згодом і гомосексуальні зв'язки.
Через розпусну поведінку і численні сатири поета тричі відправляли у заслання. Перше тривало або з червня 1605 до вересня 1607, або, вірогідніше, з січня 1608 по серпень 1611. Це заслання Хуан де Тассіс відбув у Франції та Фландрії. Друге заслання 1611—1615 років відбулося в Італії поблизу Неаполя. Під час цього заслання Хуан де Тассіс познайомився з італійськими поетами-маньєристами, читав вірші Луїса де Ґонґори, одночасно, беручи участь в судовій тяганині за посаду мера Ель-Коррео. Після повернення додому Хуана де Тассіса оточили кредитори, в цей же період (22 травня 1615) помирає його бабуся, що зрештою змусило графа торгувати належними йому посадами. Складені ним сатиричні вірші проти політики міністрів Філіппа III призвели до третього заслання, яке тривало з 17 листопада 1618 року по 1621 рік. Цього разу граф не покидав батьківщину, перебуваючи в Андалусії. На засланні він прославився поезіями, складеними на честь беатифікації святого Ісидора, і сонетом на честь герцога Альби. Показово, що Лопе де Вега, який вручав призи на конкурсі, дуже схвально відгукнувся про цього поета. Після смерті короля у 1621 році Хуан де Тассіс домігся помилування у Філіппа IV, однак все ще перебував під тягарем старих боргів.

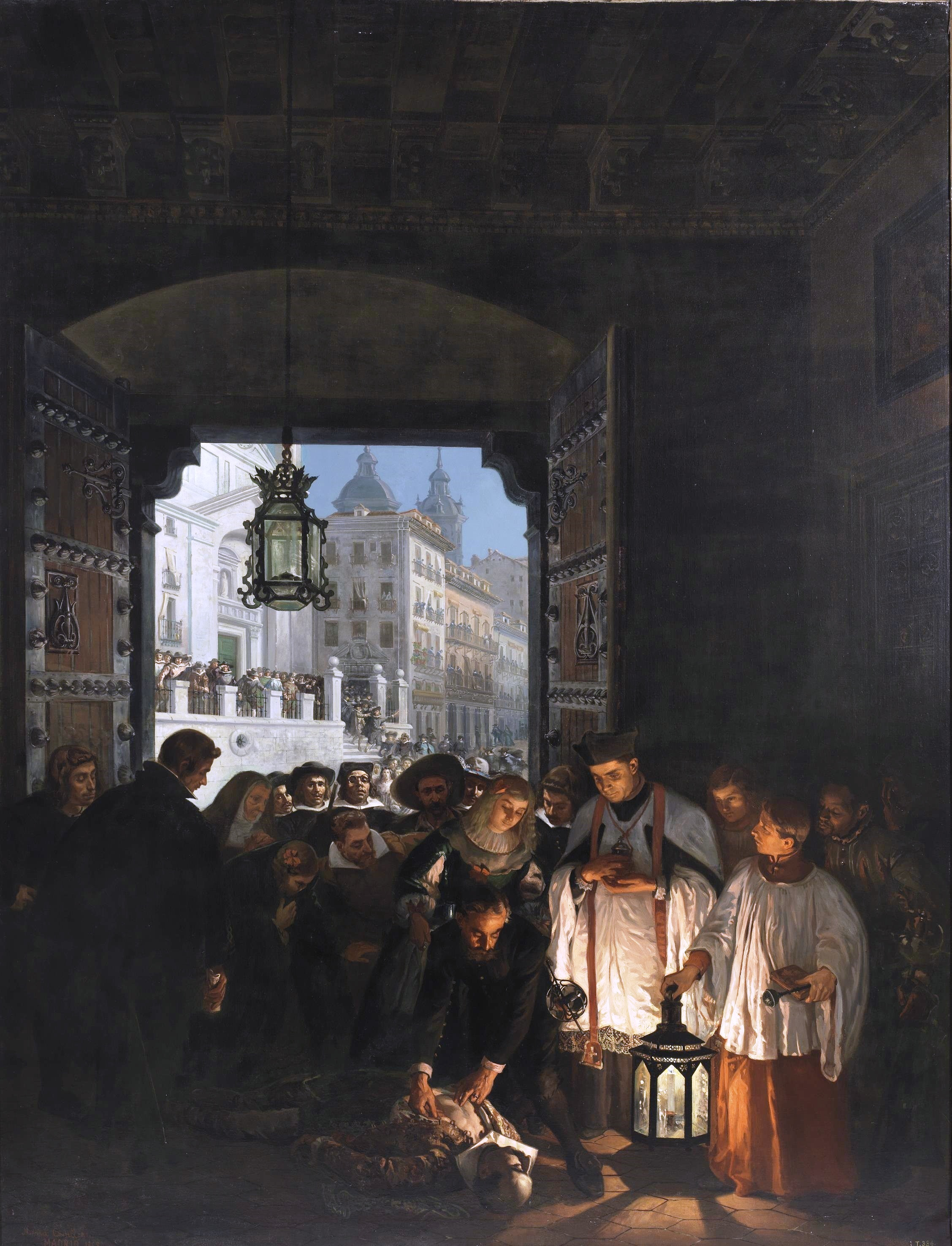
«Смерть графа де Вільямедіана» — картина Мануеля Кастельяно з колекції Музею Прадо (1868).

Численні покарання анітрохи не змінили вдачі Хуана де Тассіса. Він все ще мав погану репутацію розпусника й гравця. Серед його жінок була фаворитка королеви і коханка короля Франциска де Тавара. За непідтвердженою, але популярною легендою, поет був закоханий також у саму королеву. Під час постановки власної п'єси «La Gloria de Niquea», в якій брала участь Єлизавета, Хуан де Тассіс підпалив палац, таємно виніс непритомну королеву на руках і поцілував їй ногу. Згадки про цей випадок можна віднайти в історичному романі «Сальтеадор», написаному Александра Дюма. Можливо, маючи потяг до самогубства, Хуан де Тассіс навіть не приховував свого захоплення королевою. Після випадку у театрі він хизувався у плащі, на якому були нашиті срібні монети з портретом королеви, ці прикраси складали напис «Це моє справжнє кохання». Скандальним виявився судовий процес у справі содомії, на якому Хуан де Тассіс давав свідчення. В ньому за вироком інквізиції було страчено п'ять чоловіків. Однак ще до закінчення суду Хуана де Тассіса убили поблизу його власного житла. Удар був завданий у саме серце і жертва померла на місці. Труну перенесли до Вальядоліда і поховали у головній каплиці монастиря святого Августина, родинній усипальниці його пращурів.
Вбивць не було знайдено, що дало підставу казати про його замовний характер. Серед ймовірних причин убивства зазначають можливе викриття таємного гомосексуального зв'язку на суді, численні сатири поета, його любовні походеньки або борги. Смерть поета викликала суспільний резонанс, епітафії йому склали Луїс де Ґонґора, Хуан Руїс де Аларкон, Франциско де Кеведо. Пізніше за мотивами злочину були створені декілька романів, п'єса, написані кілька картин.

## Творчість
Перша збірка поезій опублікована Хуаном де Тассісом у 1629 році в Сарагосі. В ній переважали вірші на міфологічні теми, такі як «Байка про Аполлона і Дафну», «Байка про Венеру й Адоніса». Одним з його найвизначніших творів є комедія «La Gloria de Niquea» (1622). Також перу Хуана де Тассіса належать понад 200 сонетів, численні сатири, епіграми на релігійні, патріотичні сюжети. Хуан де Тассіс відчував, що помре молодим, тому його вірші просякнуті тугою, розчаруванням, фаталізмом. Деякі дослідники вважають, що в його поемі «Fabula de Faeton» проявляється прихований едіпів комплекс по відношенню до власного батька. Також характерною рисою його поезій і надмірне уживання займенників у першій особі, що виявляє притаманний поетові нарцисизм.